# Ben Williams (sędzia snookerowy)
Artykuł ten został zgłoszony do umieszczenia na stronie głównej w rubryce „Czy wiesz”.
Pomóż nam go sprawdzić: oceń zgłoszoną nominację.
Ben Heath Williams (ur. 4 stycznia 1971 w Skipton, North Yorkshire, Anglia ) – angielski zawodowy sędzia snookera.

## Życiorys

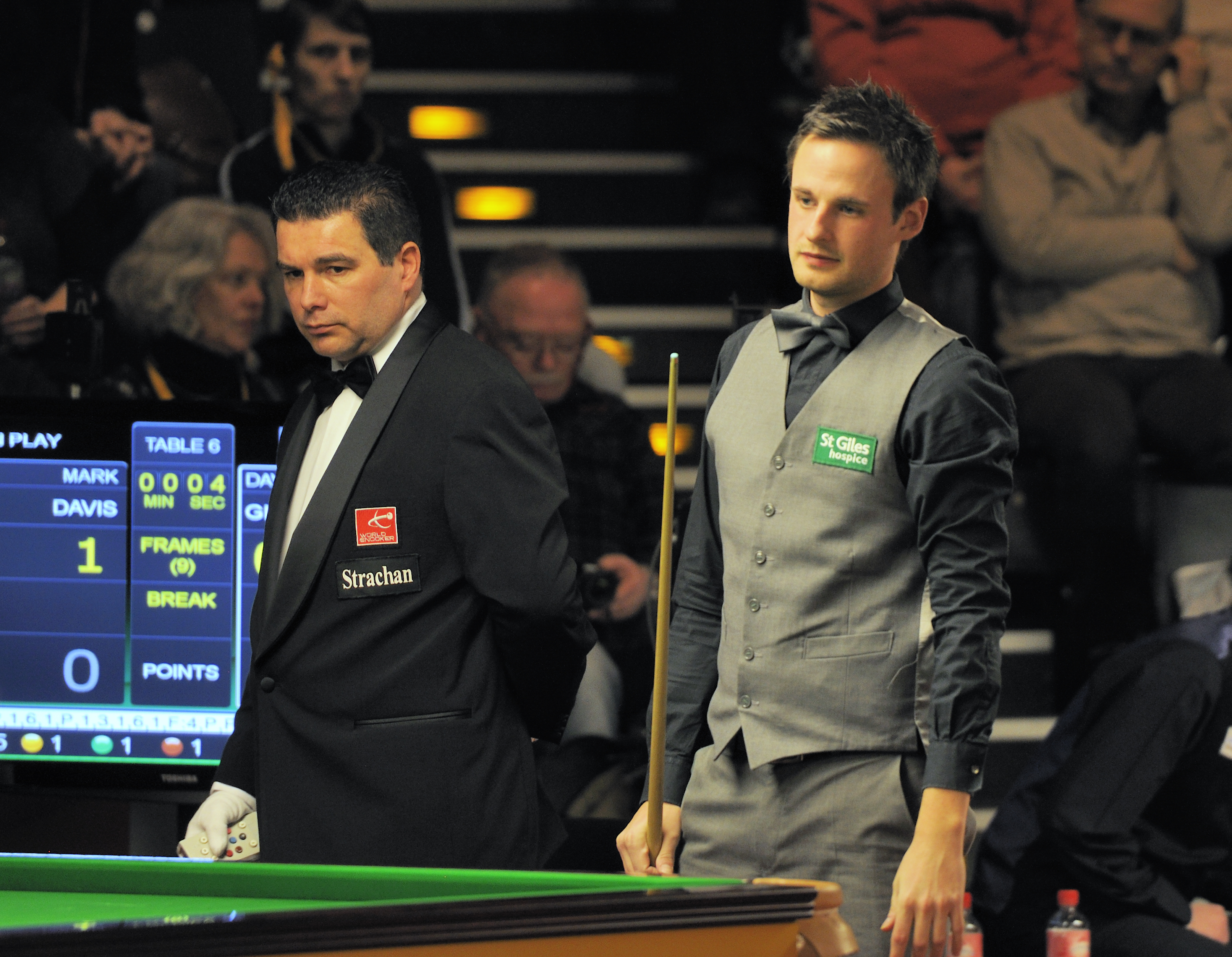
Ben Williams i David Gilbert w trekcie German Masters 2014

Williams otrzymał licencję 3 klasy w 1992 r., licencję 2 klasy w 1995 r. i 1 klasy w 1997 r. W 2004 r. został zaproszony do złożenia wniosku do WST w celu wykorzystania swoich kwalifikacji. Zadebiutował jako sędzia w meczu World Snooker Tour w 2005 r. . Jego pierwszym transmitowanym w telewizji finałem był World Seniors Championship 2016 z Markiem Davisem i Darren Morganem. Pierwszym finałem rankingowym był Riga Masters 2017 z Ryanem Dayem i Stephenem Maguire'em jako przeciwnikami.
Do tej pory (lipiec 2025) poprowadził  spotkania, w których padło sześć breaków maksymalnych.
Williams sam gra w snookera, z najwyższym breakiem 65. Został sędzią, ponieważ kapitan jego drużyny również był wówczas sędzią. Uważał, że jego talent tkwi bardziej w sędziowaniu niż w grze. Najbardziej żenującym doświadczeniem w jego karierze sędziowskiej jest to, gdy pewnego razu wszedł na arenę z zawodnikami, wśród których był sześciokrotny mistrz świata Steve Davis, ale zapomniał protokołów meczowych i mógł rozpocząć drugą partię dopiero, gdy mu je przyniesiono.
Oprócz snookera trenuje również karate i posiada 1. dan w tej dyscyplinie. Inne zainteresowania to oglądanie piłki nożnej (Leeds United), wychodzenie do restauracji i spędzanie czasu z rodziną.

## Wydarzenia w trakcie sędziowanych meczów
W meczu pierwszej rundy turnieju Masters 2020, pomiędzy Kyrenem Wilsonem a Jackiem Lisowskim, Williams został użądlony przez osę w piątej rundzie. Po krótkiej pomocy medycznej mógł kontynuować sędziowanie. „Moja ręka pulsowała przez kilka kolejnych rund, ale teraz jest już dobrze”.
W meczu World Grand Prix 2020 pomiędzy Ronniem O’Sullivanem i Barrym Hawkinsem tłumaczył temu pierwszemu reguły snookera.
W trakcie meczu z Lucą Brecelem w czasie Northern Ireland Open 2022 Jimmy White wdał się w dyskusję z sędziujacym mecz benem Williamsem, w trkacie ktrej wykonał w stronę sędziego obsceniczny gest. White został za to ukarany ostrzeżeniem lecz długo nie mógł si pogodzić z decyzją.

## Sędziowane finały

### Turnieje rankingowe
- Mistrzostwa Świata Seniorów 2016
- Riga Masters 2017[8]
- English Open 2018[9]
- Welsh Open 2021[10]
- UK Championship 2021[11]
- Scottish Open 2022[12]
- Gibraltar Open 2022[13]
- English Open 2023[14]
- British Open 2024[15]

### Turnieje zaproszeniowe
- Masters 2024[16]

## Linki internetowe
- Ben Williams. World Snooker Tour. [dostęp 2025-08-05]. (ang.).
- Ron Florax: Referee - Ben Williams. CueTracker. [dostęp 2025-08-05]. (ang.).
- Ben Williams. prosnookerblog.com. [dostęp 2025-08-05]. [zarchiwizowane z tego adresu (2014-10-06)]. (ang.).
- INTERVIEW: Ben Williams. Cluster of Reds Snooker Blog, 2021-07-28. [dostęp 2025-08-05]. (ang.).